# Диня (фільм)
«Диня» — радянський телефільм 1982 року, знятий на кіностудії «Казахфільм», за мотивами однойменного оповідання Габіта Мусрепова.

## Сюжет
Болат направляється у відрядження в Москву. У поїзді він знайомиться з Зайрою, і на одній зі станцій вирішує збігати на ринок і купити для дівчини чарджуйську диню — і відстає від поїзда. На станції, допомагаючи аксакалові-фронтовику, він лається з начальником станції, але тут його приймають за таємного контролера і садять на швидкий поїзд, начальник якого дізнавшись, що Болат ніякий не перевіряючий, знімає його на найближчій станції. Тут Болат допомагає полагодити старенький ГАЗ-69 водієві місцевої заготконтори Васі, який, дізнавшись про пригоди Болата, входить в його становище і везе його навздогін поїзду. Але наздогнавши поїзд Болат не знаходить дівчину: Зайра зійшла на попередній станції пересівши в поїзд на Краснодар.

## У ролях
- Тунгишбай Жаманкулов — Болат
- Жанна Куанишева — Зайра
- Герман Качин — Вася, шофер
- Макіль Куланбаєв — аксакал-фронтовик
- Леонтій Полохов — Вікентій Єгорович, будівельник, сусід по купе
- Кененбай Кожабеков — начальник станції «Ахтумар»
- Павло Винник — начальник станції «Ново-Сергіївка»
- Ігор Єфімов — Степан Васильович, залізничник
- Олексій Золотницький — Євген Харитонович, начальник поїзда
- Римма Маркова — касирка на залізничній станції
- Бікен Римова — пасажирка з ягням
- Толеубек Аралбай — пасажир
- Кудайберген Султанбаєв — пасажир-товстяк

## Знімальна група
- Режисер — Віктор Пусурманов
- Сценарист — Єркен Абішев
- Оператор — Ігор Вовнянко
- Композитор — Нургіса Тлендієв